# 2014年の気象・地象・天象
2014年の気象・地象・天象（2014ねんのきしょう・ちしょう・てんしょう）では、2014年（平成26年）の気象・地象・水象・天象に関する出来事について記述する。
なお、2014年の地震については「Category:2014年の地震」、「2014年の地震」を、2014年の台風については「2014年の台風」を参照のこと。
2013年の気象・地象・天象 - 2014年の気象・地象・天象 - 2015年の気象・地象・天象

## 気象

### 1月
- 1月2日〜3日 - 米国北東部で寒波による大雪、ニューヨーク州とニュージャージー州が非常事態宣言を発令（英語版）。
- 1月5日 - 米国ミネソタ州のバビットとエンバラスで華氏マイナス40度を記録。
- 1月11日 - 中国内モンゴル自治区根河市で、氷点下45.9℃を観測。
- 1月17日 - 米国カリフォルニア州のジェリー・ブラウン知事が旱魃による非常事態を宣言[1]。

### 2月
- 2月8日 - 日本列島太平洋側を南岸低気圧が通過し、関東・甲信地方などで大雪となった（平成26年の大雪）。気象庁は東京23区と多摩地区に大雪警報を発表、23区での大雪警報は2001年1月以来のこと。
- 2月11日 - 米国南部8州（バージニア州、メリーランド州、ノースカロライナ州、サウスカロライナ州、ジョージア州、アラバマ州、ミシシッピ州、ルイジアナ州）で大雪となり、非常事態宣言が発令された[2]。
- 2月14日 - 日本の気象庁は奈良県に大雪警報を発表、同県への大雪警報は1990年以来24年ぶりのことであった[3]。また、関東・甲信地方などでは先週に続いて再び南岸低気圧の影響を受け大雪となった（平成26年の大雪）。

### 3月
- 3月10日 - ロシアの首都モスクワで10.6℃となり、この時期の最高気温を更新した[4]。
- 3月20-21日 - 低気圧の発達により、日本の東北太平洋側から北海道の太平洋側にかけての地域一帯が暴風雪・猛吹雪となり、根室では21日に積雪観測地点としては全国で最も古い部類に入る1879年の観測開始以来最高となる積雪115cmを観測した[5]。

### 4月
- 4月25日 - アフガニスタン北部や北西部の4州で豪雨に伴う鉄砲水が発生。
- 4月27日-28日 - 米国ミシシッピ州、アラバマ州、オクラホマ州、アーカンソー州などで大規模な竜巻が相次いで発生。影響は全米の1/3に及んだ。
- 4月30日 - 米国東海岸部で豪雨。2-3時間で550ミリの雨量を観測。

### 5月
- 5月15日 - セルビア、ボスニア・ヘルツェゴビナで集中豪雨により洪水。ボスニア・ヘルツェゴビナでは過去120年で最多の降雨量を観測[6]。（2014年バルカン半島洪水）
- 5月17日 - 北海道の道東、道北で降雪。遠軽町の北見峠で29cmの積雪を観測[7]。
- 5月21日 - 台湾の台北市で豪雨。24時間雨量が344ミリを記録[8]。
- 5月29日 - 北海道の各地で真夏日を観測。札幌での5月の真夏日は1967年以来のこと[9]。
- 5月29日 - 中国の北京で41.4℃、河北省の石家荘で42.9℃を記録、5月の最高気温記録を更新した[10]。
- 5月29日 - ロシアのモスクワで日降雨量が29ミリを観測[11]。

### 6月
- 6月2日 - イランのテヘランで大規模な砂嵐と強風で4人死亡。最大風速は110km/h。
- 6月3日 - 北海道音更町で北海道での過去最高気温となる37度8分を観測。
- 6月4日-5日 - 高知県で大雨。四万十町窪川で528.5ミリ、四万十市中村で439.5ミリの24時間雨量を観測。
- 6月8日 - インドのデリーで過去最高気温となる47.8℃を観測[12]。
- 6月14日 - 秋田県三種町で竜巻（推定F0）が発生。
- 6月16日 - 米国ネブラスカ州で、複数の巨大な竜巻が発生。州は非常事態を宣言。ピルジャーでは町の半分以上が被害に逢った。
- 6月19日 - 北海道札幌で、14日間連続の長雨。
- 6月19日 - ブルガリア東部で豪雨により洪水。（英語版）

### 7月
- 7月3日 - 梅雨前線により九州で猛烈な雨。長崎市の長浦岳で1時間に96.0ミリの雨が観測され、3時間雨量が205.0ミリとなった。
- 7月7日 - 台風8号に伴い沖縄県宮古島地方に暴風波浪特別警報が発表。

### 8月
- 8月7日 - ハリケーンジェヌヴィーヴが西経域から東経域に移動して台風13号となった。
- 8月20日 - 広島市北部で記録的豪雨。(安佐北区での降水量は3時間で217.5ミリを観測)。大規模土石流が発生。(平成26年8月豪雨による広島市の土砂災害)
- 8月24日 - 北海道・礼文町で24時間の降水量が183ミリを観測。

### 9月
- 9月10日 - 台東区や江戸川区などで局地的な豪雨。時間雨量が約100ミリとなり、気象庁が記録的短時間大雨情報を出した。
- 9月11日 - 北海道で集中豪雨。石狩・空知・胆振地方に大雨特別警報が発表。北海道苫小牧市で1時間に100ミリ、北海道千歳市で24時間の降水量が171ミリを観測。
- 9月16日 - 北海道・旭岳で初冠雪を観測（平年より9日早い）。

### 11月
- 11月18日 - 米国の50州で氷点下の気温を観測[13]。(英語版)

### 12月
- 12月5日-9日 - 徳島県西部のつるぎ町、および東みよし町などで記録的な豪雪。

## 地象

### 1月
- 1月13日 - 日本の阿蘇山中岳第1火口で2011年6月以来の噴火[14]。
- 1月27日 - 日本の十和田湖周辺で一時地震活動が活発となり、日に800回以上の地震が観測された[15]。

### 2月
- 2月1日 - エクアドルのトゥングラウア火山が噴火[16]。
- 2月1日 - インドネシア・スマトラ島のシナブン山が大規模な噴火。火砕流などで14人が死亡。
- 2月12日 - 中国新疆ウイグル自治区で M 6.8 の地震が発生（詳細）。
- 2月13日 - インドネシア・ジャワ島のケルート山が噴火[17]。

### 3月
- 3月14日 - 日本の伊予灘（深さ78km）で Mj 6.2 の地震が発生[18]。愛媛県西予市で最大震度5強を観測。6県で21人が負傷[19]（詳細）。
- 3月22日 - 米国ワシントン州スノホミッシュ郡で大規模な地すべりが発生、死者28人不明30人(英語版)。

### 4月
- 4月1日 - チリ北部のイキケ沖で M 8.2 の地震発生（詳細）。
- 4月10日 - ニカラグアの首都マナグア付近で M 6.2 の地震が発生（詳細）。

### 5月
- 5月2日 - アフガニスタン北東部のバダフシャン州で大規模な地すべりが発生、死者350人以上（詳細)。
- 5月3日 - 日本の岐阜県飛騨地方、長野県境で群発地震（7時間に25回）。
- 5月5日 - 日本の伊豆大島近海（深さ162km）で Mj 6.0 の地震が発生。東京都千代田区で最大震度5弱を観測（詳細）。
- 5月10日 - 日本の桜島昭和火口で爆発的噴火。噴煙高さが4500mに達した[20]。
- 5月30日 - インドネシアのスンダ列島にあるサンゲアン・アピ火山（英語版）が噴火。
- 5月30日 - 米国アラスカ州にあるパブロフ山が噴火。

### 6月
- 6月6日 - 日本の桜島の昭和火口で爆発的噴火。噴煙高さが4500mに達した。
- 6月23日 - 米国アラスカ州アリューシャン列島沖でM 8.0 の地震が発生。

### 7月
- 7月17日 - 中岳第一火口の湯だまりが干上がり、火口底の露出が確認された（21年5ヶ月ぶり）。
- 7月22日 - 中岳第一火口で火映現象が確認された。

### 8月
- 8月3日 - 鹿児島県の口永良部島の新岳が噴火（1980年以来のこと）[21]。
- 8月28日 - アイスランドのバルダルブンガ山が小噴火。
- 8月29日 - パプアニューギニアのニューブリテン島にあるタブルブル山が噴火。
- 8月31日 - 桜島の昭和火口で爆発的噴火が相次いだ。

### 9月
- 9月27日 - 長野県・岐阜県の県境にある御岳山が噴火（詳細）。

### 10月
- 10月5日 - インドネシアのシナブン山の火山活動が活発化し、噴火。
- 10月13日 - エルサルバドルのウスルタン県の沖合でM7.3の地震。
- 10月29日- コスタリカのトゥリアルバ火山が噴火。

### 11月
- 11月22日 - 長野県北部を震源とするM6.7の地震（長野県神城断層地震）。
- 11月23日 - カーボベルデ共和国のフォゴ山が噴火。
- 11月25日 - 阿蘇中岳第1火口で小規模噴火。

### 12月
- 12月12日 - 気象庁は吾妻山（山形県・福島県）で噴火警戒レベルを2に引上げた。
- 12月16日 - 気象庁は十勝岳（北海道）で常時微動の振幅が大きくなっているとして噴火警戒レベルを2に引上げた。
- 12月18日 - インドネシアのテルナテ島にあるガマラマ火山が噴火。

## 天象

### 1月
- 1月1日 - 直径3mから10mの小惑星 2014 AF5 が地球から9万6200km、月から9万3400kmの所を通過[22]。
- 1月2日 - 前日に発見された直径2mから3mの小惑星 2014 AA が地球に極めて接近。地球に衝突し、大気圏で消滅したと推定されている[23]。衝突前に天体が発見されるのは2例目。
- 1月5日 - 木星における地球の日面通過[24]。
- 1月7日 - 直径9mから28mの小惑星 2014 AK51 が地球から37万km、月から21万2000kmの所を通過[25]。
- 1月9日 - 直径2mから6mの小惑星 2014 AG51 が地球から13万1000km、月から35万7000kmの所を通過[26]。
- 1月10日 - 直径6mから21mの小惑星 2014 AW32 が地球から18万7000km、月から32万6000kmの所を通過[27]。
- 1月21日 - Ia型超新星 SN 2014J が発見される。発見時の明るさは11.68等級であり、かなり明るい超新星である[28]。

### 2月
- 2月15日 - 金星が最大光度の－4.6等級となる[29]。
- 2月18日 - 大きさ270mの小惑星 2000 EM26(en) が地球から260万kmの所を通過[30]。
- 2月25日 - 太陽フレアX4.9発生。27日にイギリス北部、中部、南東部でオーロラが観測された[31]。

### 3月
- 3月5日 - 直径20mから30mの小惑星 2014 DX110(英語) が地球から約29万kmを通過。

### 4月
- 4月14日 - 火星が最接近。
- 4月15日 - 皆既月食（観測域：北米大陸など）
- 4月29日 - 金環日食（観測域：南極大陸）

### 5月
- 5月23日 - 直径130mの小惑星 2007 VK184 が地球に最接近。なお、この小惑星は2048年の再接近時に地球と衝突する可能性が僅かに指摘されていたが、今年3月下旬の観測結果により否定されている[32][33]。

### 6月
- 6月4日 - 火星における水星の日面通過[34]。

### 7月
- 7月17日 - 太陽の黒点数0を観測。

### 9月
- 9月6日 - ニカラグアの首都マナグア近郊に隕石が落下し直径12mのクレータができた。なお、7日に小惑星2014 RC(直径20m)が地表面から3万4000kmを通過。
- 9月16日 - 直径29mの小惑星 2009 RR が地球に最接近。月の軌道の内側に入り込む可能性がある。
- 9月28日 - 土星食（日本で観測されるのは7年ぶり）

### 10月
- 10月1日 - 直径19mの小惑星 2012 SL50 が地球に最接近。月の軌道の内側に入り込む可能性がある。
- 10月8日 - 皆既月食（観測域：東アジア、オーストラリア東部、北米大陸、南米大陸西部など）
- 10月17日 - 太陽の東端に太陽黒点群AR2192（1990年以降最大級の規模）が出現。31日に西端で没。
- 10月19日 - C/2013 A1(直径約1.6km) が火星に13万9500kmまで最接近[35]。
- 10月24日 - 部分日食（観測域：シベリア東部から北米大陸など）